# Brus
För andra betydelser, se Brus (olika betydelser).

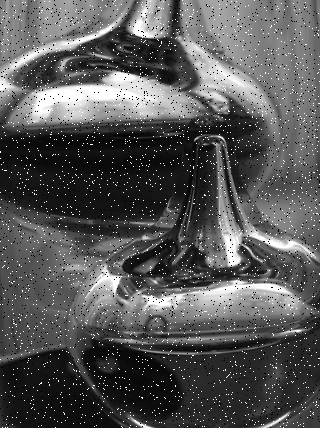
Brus som resulterar i slumpmässigt placerade vita och svarta pixlar i en bild kallas salt- och pepparbrus. Det kan reduceras med hjälp av bildbehandling.

Brus eller distorsion kan definieras i teoretiska termer som en slumpmässig (stokastisk) signal eller som en störning i en signal. I vardagligt språk menar man oftast ett ljud som skapas av till exempel vinddrag eller forsande vatten, eller ljudet som kommer ur en radiomottagare eller tv-apparat med dålig mottagning. I teknisk mening används brusbegreppet ofta om elektriskt brus som stör en elektrisk signal, men det är relevant för andra typer av signaler, system, fysikaliska storheter och mättekniker. Det kan till exempel vara elektromagnetiskt brus (radiovågor) som tas emot av en tv-antenn och blir till slumpvisa prickar i rutan. Inom kommunikation sätter bruset en teoretisk gräns för hur noggrant man kan urskilja en önskad signal (se även informationsteori). Detta kallas den brusbegränsade känsligheten hos apparaten.
Ett vanligt mått på signalkvaliteten är signal/brus-förhållandet mellan effekten hos signalen (S) och effekten hos bruset (B). Egentligen kan detta inte mätas direkt, utan man mäter först den effekt som tas emot när den önskade signalen finns vilket är S + B och därefter den effekt som tas emot, när den önskade signalen är avstängd. Till slut beräknar man kvoten mellan dessa två mätvärden. Resultatet kan antingen tas numeriskt som det är, det s.k. brustalet, eller som logaritmen för kvoten. Om resultatet uttrycks i decibel (dB) blir formeln
{\displaystyle x\cdot 10\cdot \log _{10}({\frac {S+B}{B}})}
där x har värdet 1 om man använder ett sant effektkännande mätinstrument, och värdet 2 om mätinstrumentet är spänningskännande.
Om man i stället vid beräkningen använder naturliga logaritmer bortfaller faktorn 10 och svaret uttrycks i Neper (Np).
{\displaystyle x\cdot \lg _{e}({\frac {S+B}{B}})}
Om signalen S är mycket större än B (minst 10 gånger) kan man i kvotens täljare försumma B och förenkla beräkningen tiii S/B.
Vid mycket svag önskad signal måste den fullständiga formeln användas, då man i annat fall får ett fullständigt missvisande värde som resultat. Detta iakttas inte alltid i ovetenskapliga sammanhang, varför källkritisk syn måste användas vid tolkningen av publicerade utrustningsdata.
Brus kan klassificeras efter sitt energispektrum som vitt brus, som har jämn effektfördelning, eller som färgat brus som har ojämn effektfördelning. En i praktiken ofta förekommande brusfördelning är linjärt ökande med frekvensen.